# Client-side
Client-side – operacje wykonywane po stronie klienta. Jako przykład oprogramowania działającego po stronie klienta można podać  przeglądarki internetowe. 
Przy tworzeniu serwisów internetowych mówi się o technologii obsługiwanej po stronie serwera  
np. PHP, servlety Javy i po stronie klienta tak jak na przykład Aplety Javy, CSS, DOM, HTML, JavaScript czy XHTML. W tym przypadku wymagana jest obsługa wybranej technologii przez przeglądarkę. Obie te technologie można ze sobą łączyć w obrębie jednego serwisu.